# Tini titánok: Gubanc Tokióban
A Tini titánok: Gubanc Tokióban (eredeti cím: Teen Titans: Trouble in Tokyo) 2006-ban bemutatott amerikai televíziós 2D-s számítógépes animációs film, amely a Tini titánok című animációs tévéfilmsorozat alapján készült. A forgatókönyvet David Slack írta, Matt Youngberg, Ben Jones és Michael Chang rendezte, a zenéjét Kristopher Carter és Michael McCuistion szerezte, a producere Glen Murakami, David Slack és Linda Steiner volt. A DC Comics és a Warner Bros. Animation készítette, a Warner Home Video forgalmazta. Amerikában 2006. szeptember 15-én a Cartoon Network csatornán tűzték műsorra, és 2007. február 6-án DVD-n adták ki. A magyar szinkront az HBO készítette el és 2009. január 2-án, 18:45-kor mutatták be az HBO 3 csatornán.

## Cselekmény
A Tini Titánokat és San Fransisco városát megtámadja egy szupernindzsa, Saico-tek akit amellett hogy nagy káoszt okoz, még fel is robbantja a Titánok toronyházát. Robinnak elfogása után sikerül kiszednie belőle, ki küldte őt, mielőtt az bekapcsolja a tűzrendszert és a vízpárában nyoma tűnik. A háttérben a rejtélyes japán bűnöző, Brushogun áll.
A Tini Titánok elindulnak tehát a Tokióba, hogy felgöngyölítsék az ügyet. Érkezésük után nem sokkal egy óriás Godzilla-szerű szörnyeteg támadja meg a várost. Természetesen a kis csapat is harcba száll a fenevad ellen, de ekkor Uehara Daizo parancsnok élén bevonul a Tokiói Védelmi Osztag és könnyűszerrel leterítik a szörnyet. A Titánokat a jószándékú parancsnok körbe is vezeti a főhadiszállásán szavatolva azt, hogy Brushogun nem más, csak egy városi legenda, így a csapat inkább nekifog a nyaralásnak. Robin és Csillagfény kettesben maradt. Csillagfény próbál Robinhoz közelebb kerülni, ám a romantikus idillt a fiú nyomozó vénája félbeszakítja és faképnél hagyja az összetört szívű lányt. Robin később újra összetalálkozik Saico-tekkel, akivel ezúttal úgy tűnik tényleg végez. Daizo parancsnok odaérvén letartóztatja gyilkosság vádjával, hangoztatva, hogy Brushogun nem létezik. A tokiói polgármester bejelenti, hogy a Tini Titánokat körözik mivel veszélyesek. Ezt meglátván Csillagfény a többiek felkeresésére indul.
Míg Gézengúzt a tokiói lányok, addig Cyborgot feldühödött szakácsok kergetik, Raven nyomában pedig árnyékszerű furcsa lények szegülnek, viszont ő Brushogun nyomára, pontosabban legendájára akad egy könyvben. Robint időközben átszállítják egy börtönbe. Ekkor a rabomobil ablakán berepül egy papír "Brushogun" felirattal és felrobban, hősünk így elmenekül és álruhában folytatja a nyomozást Tokió sötét sikátoraiban. Megtudja, hogy a különös lények, amik a várost terrorizálják szinte a semmiből léptek elő, akárcsak Daizo és az osztaga. Minő véletlen, hogy éppen egyszerre. A tokiói rendvédelmisek és a furcsa lények előli menekülés után a Titánok újra összetalálkoznak. Raven elmondja, hogy Brushogun egy japán művész volt, aki annyira beleszeretett az általa megfestett képmásokba, hogy fekete mágiával életre is keltette őket. Viszont ennek nyomán ő maga testileg tintává és papírrá változott és az egyik legnagyobb sötét legendává nemesedett. Robin neve tisztázódik: nem gyilkolta meg Saico-teket, hiszen a ruháján lévő folt nem vér, hanem tinta. A nyomok Gézengúz hőn szeretett manga-nyomdájába vezetnek, ahol rátalálnak Brushogunra.
Róla viszont kiderül: a természetfeletti erejét kihasználja egy nála még gonoszabb, elvetemültebb ember, ő pedig nem más mint maga Daizo parancsnok, aki rajtuk üt. Kezdetét veszi a csata: a Titánok immáron könnyűszerrel elbánnak a tintából készült lényekkel és tokiói rendvédelmisekkel, akiket Daizo parancsára Brushogun nyomtat. Egy ponton sarokba szorítják az aljas parancsnokot, ám az beleugrik a nyomdagép festékes tartályába, így pillanatok alatt egy monumentális tintaszörnnyé alakul át. A harc reménytelennek tűnik: újabb és újabb lényeket "csepegtet" az ujjából a tintaszörny, amik hatalmas túlerőt képezve lefogják a Titánokat. Robin a szörnyeteg testébe ragadt Brushogunt próbálja kiszabadítani, hiszen akkor megtörik Daizo ereje. Ez nagy nehezen sikerül is az utolsó pillanatban: a tintaszörny és a tintalények semmivé foszlanak, Daizo pedig elaléltan kerül ki a tintafolt alól.
A harcban eszméletét vesztett Csillagfényt Robin éleszti fel. Ekkor megvallja, hogy ő is többet érez a lány iránt mint barátság. Megtörténik az első szerelmes csók kettejük között; Cyborg szerint ennek épp itt volt már az ideje. Daizot letartóztatják, a Tini Titánokat személyesen tokió polgármestere tünteti ki mint a város újdonsült hőseit. Emellett mindenki megkapta, amire vágyott: Kiborg végkimerülésig ehet, Raven egy rágógumi-reklámarc lett, Gézengúz pedig a tokiói tini lányok hadserege rajongja körül. Robin és Csillagfény pedig immáron szerelemben, kéz a kézben, boldogságban együtt vannak.

## Szereplők
| Szereplő                | Eredeti hang         | Magyar hang        |
| ----------------------- | -------------------- | ------------------ |
| Robin                   | Scott Menville       | Markovics Tamás    |
| Csillagtűz              | Hynden Walch         | Molnár Ilona       |
| Gézengúz                | Greg Cipes           | Kilényi Márk       |
| Raven                   | Tara Strong          | Bogdányi Titanilla |
| Cyborg                  | Khary Payton         | Seder Gábor        |
| Uehara Daizo parancsnok | Keone Young          | Kassai Károly      |
| Brushogun               | Cary-Hiroyuki Tagawa | Barbinek Péter     |
| Saico-Tek               | Keone Young          | Gardi Tamás        |

## Magyar változat
A szinkront az HBO készítette 2008-ban.
- Magyar szöveg: Szabó János Lajos
- Hangmérnök: Csomár Zoltán
- Vágó: Göblyös Attila
- Gyártásvezető: Kincses Tamás
- Szinkronrendező: Bursi Katalin
- Produkciós vezető: Végh Ödön
- További magyar hangok: Bálint Péter, Bárány Virág, Bodrogi Attila, Gazdik Katalin, Király Adrián, Kövesdi László, Lipcsey-Colini Borbála, Németh Attila István, Pupos Tímea, Réti Szilvia